# Beth L. Parker
Beth L. Parker (1960) es una hidrogeóloga canadiense y profesora de la Universidad de Guelph reconocida por sus contribuciones a la hidrogeología de contaminantes y a la protección de las aguas subterráneas frente a la contaminación. Sus trabajos han sido aplicados internacionalmente para proteger el abastecimiento de agua en Guelph y en otras comunidades.
Ha sido pionera en el desarrollo de nuevos dispositivos y métodos de perforación de pozos utilizados para el monitoreo de acuíferos en roca en contextos de contaminación compleja a nivel mundial. En marzo de 2024, contaba con tres patentes y más de 180 publicaciones revisadas por pares, siendo la investigadora canadiense menor de 65 años más citada en el campo de la contaminación de aguas subterráneas. Es fundadora y directora del Morwick G360 Groundwater Research Institute de la Universidad de Guelph y la directora asociada de The University Consortium.

## Trayectoria
Parker es licenciada por Allegheny College en Ciencias Ambientales y Economía, y realizó un master en Ingeniería ambiental por la Duke University. Inició su carrera profesional en Nueva York, centrando su trabajo en la contaminación industrial de las aguas subterráneas, especialmente en sedimentos glaciares y roca madre fracturada. En 1996, obtuvo su doctorado en Hidrogeología en la Universidad de Waterloo, donde investigó la interacción y el comportamiento de líquidos orgánicos en formaciones de rocas porosas. Tras completar su doctorado, permaneció en la Universidad de Waterloo como profesora de investigación hasta que se unió al cuerpo docente de la Universidad de Guelph en 2004.
En 2019, Parker fue elegida miembro de la Unión Geofísica Americana, por sus aportes esenciales al estudio del transporte de contaminantes en formaciones sedimentarias fracturadas.
La Dra. Parker ha formado parte de diversas organizaciones y comités científicos, contribuyendo con asesoramiento especializado en hidrogeología y temas ambientales, entre ellos el Council of Canadian Academies. Así mismo, ha colaborado con entidades públicas, privadas y municipales en la protección de aguas subterráneas. Su trabajo con la ciudad de Guelph, WSP y Matrix Solutions Inc., se ha centrado en el desarrollado enfoques científicos innovadores para la gestión sostenible del agua.

## Investigación
Parker es la directora y fundadora del Morwick G360 Groundwater Research Institute, en el que trabaja junto a John A. Cherry. Este instituto de investigación de campo, de alcance mundial,  tiene como misión proporcionar nuevas tecnologías para la protección de los suministros de agua subterránea. Según Morwick G360, el agua subterránea es la materia prima más extraída a nivel global, de la cual depende un tercio de la población mundial para obtener agua potable.
Fundado en 2007 a partir de su trabajo en la Universidad de Guelph, el instituto se dedica a investigar y desarrollar avances en la ciencia y la tecnología de las aguas subterráneas, centrando esta investigación en la difusión y el transporte de contaminantes, así como sus efectos adversos, con implicaciones directas para su remediación. Esta investigación incluye el estudio de líquidos densos en fase no acuosa (abreviados DNAPL) o líquidos no miscibles con agua, como el tetracloroetileno; rastreando estos contaminantes y analizando métodos para su posible eliminación de los acuíferos. Su investigación también incluye el monitoreo de virus humanos en aguas subterráneas y la presencia persistente de metano, un gas potencialmente explosivo si se libera en la extracción de agua del subsuelo.
A marzo de 2024, Parker posee tres patentes activas relacionadas con tecnologías de remediación de aguas subterráneas, lo que destaca sus contribución al desarrollo de soluciones innovadoras para problemas ambientales:
- US 6274048 - System for alleviating DNAPL contamination in groundwater.[20]

- US 5641020 - Treatment of contaminated water in clays and the like.[21]
- WO2019071357A1 - Depth discrete Multi-level downhole system for groundwater testing and management[22]

Sus tecnologías patentadas han sido ampliamente incorporadas a través de proyectos de ingeniería ambiental relacionados con proyectos de gestión del agua municipal.

## Publicaciones
Parker ha realizado contribuciones significativas al mundo de la hidrogeología a través de sus publicaciones, de las cuales hay más de 180 artículos diferentes revisados por pares a marzo de 2024. Estas estadísticas la convierten en la “canadiense menor de 65 años más citada por artículos en este campo”, según la biografía del Morwick G360 Groundwater Research Institute sobre la Dra. Beth L. Parker. Hasta noviembre de 2024, sus publicaciones han sido citadas un total de 8015 veces.

### Publicaciones seleccionadas
- Parker, Beth L.; Cherry, John A.; Chapman, Steven W. (October 2004). «Field study of TCE diffusion profiles below DNAPL to assess aquitard integrity». Journal of Contaminant Hydrology 74 (1–4): 197-230. Bibcode:2004JCHyd..74..197P. PMID 15358493. doi:10.1016/j.jconhyd.2004.02.011.
- Parker, Beth L.; Chapman, Steven W.; Guilbeault, Martin A. (November 2008). «Plume persistence caused by back diffusion from thin clay layers in a sand aquifer following TCE source-zone hydraulic isolation». Journal of Contaminant Hydrology 102 (1–2): 86-104. Bibcode:2008JCHyd.102...86P. PMID 18775583. doi:10.1016/j.jconhyd.2008.07.003.
- Chapman, Steven W.; Parker, Beth L. (December 2005). «Plume persistence due to aquitard back diffusion following dense nonaqueous phase liquid source removal or isolation: PLUME PERSISTENCE DUE TO BACK DIFFUSION». Water Resources Research 41 (12). doi:10.1029/2005WR004224.
- Parker, Beth L.; Gillham, Robert W.; Cherry, John A. (September 1994). «Diffusive Disappearance of Immiscible-Phase Organic Liquids in Fractured Geologic Media». Ground Water 32 (5): 805-820. Bibcode:1994GrWat..32..805P. doi:10.1111/j.1745-6584.1994.tb00922.x.

## Reconocimientos
- Named Natural Sciences and Engineering Research Council of Canada Industrial Research Chair (2007)[2]
- John Hem Award, National Ground Water Association (2009)[25]
- M. King Hubbert Award, National Ground Water Association (2018)[26]
- Fellow, American Geophysical Union in the Hydrology Section  (2019)[11]
- Fellow, Canadian Academy of Engineering (2021)[4]
- Tage Erlander Visiting Professorship with the Swedish Research Council & Lund University (2021)[27]
- Farvolden Award from the Canadian Chapter of the International Association of Hydrogeologists (2021)[28]
- O.E. Meinzer Award, Geological Society of America's Hydrology Division (2022)[29]
- NSERC Synergy Award for Innovation (2023)[30]
- Elegida miembro de la National Academy of Engineering (NAE) (2025)[31]